# 明治大学体育会柔道部
明治大学体育会柔道部（めいじだいがくたいいくかいじゅうどうぶ、英: Meiji University Judo Club）は、東京都目黒区にある明治大学体育会所属の柔道部である。東京学生柔道連盟加盟。

## 概要
1905年創部。主要大会で多くの好成績を収め、オリンピック選手や協会指導者などを輩出した学生柔道界の名門クラブである。

## 歴史

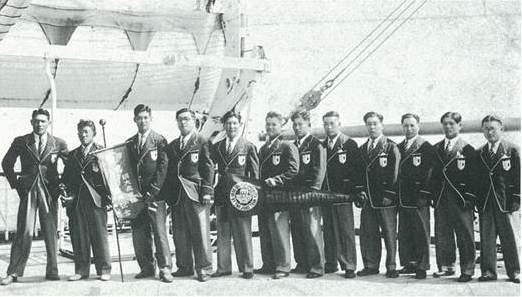
第2回アメリカ遠征（1936年）

1924年に開催された日本初の大学対抗柔道大会で優勝して以降、同大会での度重なる優勝や、天覧試合、東西対抗戦などの各大会で多くの好成績を収めた。
1931年と1936年にはアメリカ遠征を敢行。外務省の文化使節として、部関係者による海外諸国への訪問指導など、民間大使として活発な国際交流を行い、柔道の国際的な普及に大きな貢献を果たしてきた。

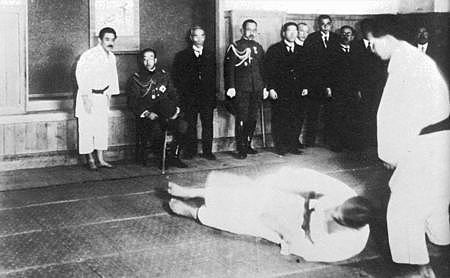
新道場落成記念演武大会に臨席した東久邇宮稔彦王（1930年）

1930年の駿河台校舎の新道場落成記念演武大会には東久邇宮稔彦王が臨席。
太平洋戦争により国内の柔道大会が全て中止となり活動停止を余儀なくされたが、1945年の終戦後、学生たちはGHQ（米軍大佐）に直接交渉を繰り返すなど学生柔道復活の中心的な役割を担った。
1951年、戦後初の学生選手権大会で主将が優勝して以降、明大選手が4連覇を遂げ、1952年に開始した第一回全日本学生柔道優勝大会で団体優勝し、以降3連覇を果たした。その後、1961年から4連覇、1971年から2連覇を遂げ、平成時代にも6度の団体優勝を果たした。
オリンピックや世界柔道選手権大会、グランドスラム、グランプリといった主要な国際大会で多くの選手がメダルに輝いている他、全日本柔道連盟会長、講道館館長などの協会指導者が誕生している。

## 国際交流

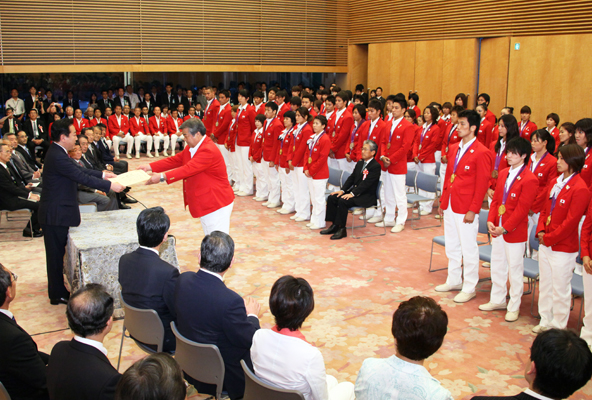
野田佳彦首相より感謝状を授与される2012年ロンドンオリンピック日本選手団上村春樹団長

1931（昭和６）年と1936（昭和11）年には明柔会（柔道部OB会）の支援を得てアメリカ遠征を敢行。1942（昭和17）年に太平洋戦争によって大会は全て中止となり、柔道部も活動停止を余儀なくされ、終戦後も学校柔道の活動は禁止されGHQ（占領軍総司令部）の厳しい監視下にあったが、学生たちはGHQに直接陳情を繰り返し、学校柔道復活の趣意書を添え提出するなど学生柔道復活の中心的な役割を担った。

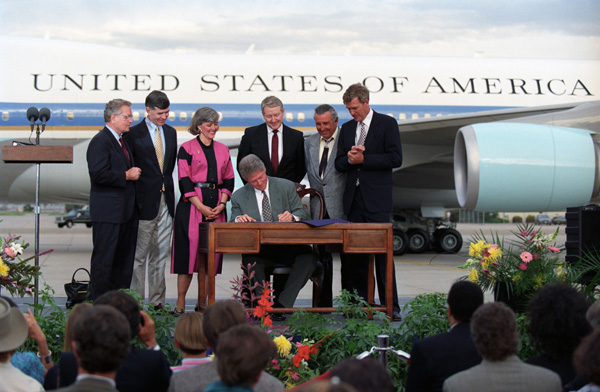
ベン・ナイトホース・キャンベル（後列右から2人目）

柔道強豪国に成長したフランスのナショナルコーチなどを始め、部関係者23人が16ヵ国で指導に当たるなど、多くの指導者を海外に派遣し柔道の国際的な普及に努めてきた歴史をもち、外務省の文化使節としても、1974年に中近東(イラン、イラク、アフガニスタン、クエート、サウジアラビア、エジプト、スーダン)、1978年にカナダ(日本移民100周年記念事業)を訪問指導するなど、海外で民間大使として果たしてきた役割は大きい。
また、1962年全米選手権グランドチャンピオンを獲得したベン・ナイトホース・キャンベル（後のアメリカ上院議員）は明大道場で４年間修行し、後に明大から名誉博士号を贈られている。

## エピソード

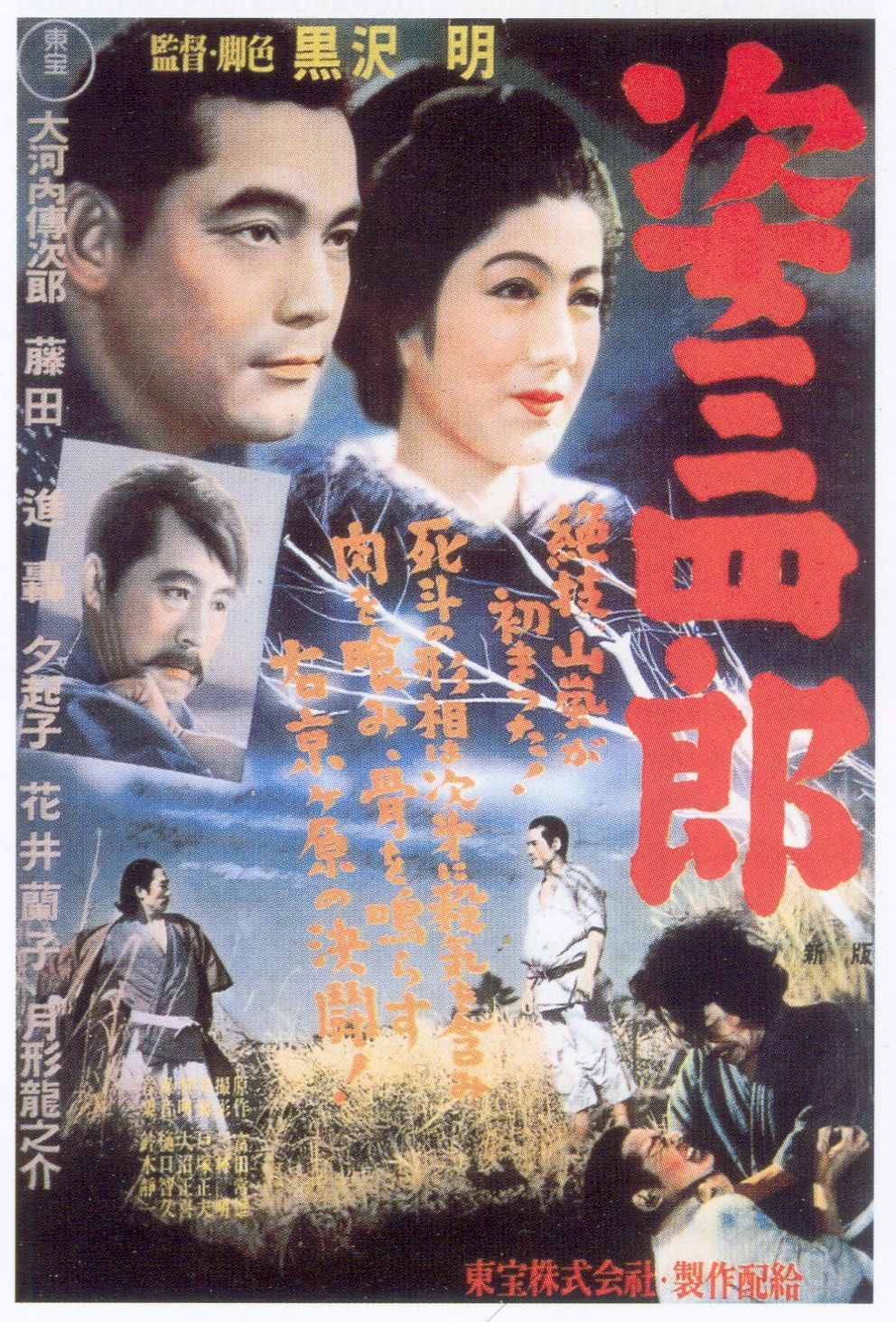
黒澤明監督の処女作となった『姿三四郎』

- 『姿三四郎』（小説、映画、TVドラマ）
この作品の主人公の名から、小柄でありながら大きな選手を相手に活躍するキャラクターの代名詞として「三四郎」が広く用いられるようになった。名の由来は、作者・富田常雄の明大の後輩で、当時、学生柔道界の花形として活躍していた姿節雄との説がある。
- 『「坊っちゃん」の時代』（1987 - 1996 漫画）
「坊っちゃん」（夏目漱石著）の主人公のモデルは柔道家の明大生とするストーリー。「吾輩は猫である」は漱石が明大文学部在職中に執筆された。
- 『プロジェクトX〜挑戦者たち〜』（NHKドキュメント）
1972年ミュンヘンオリンピックで金メダルを獲得するまでの、神永昭夫と上村春樹の師弟物語。

## 主な出身者

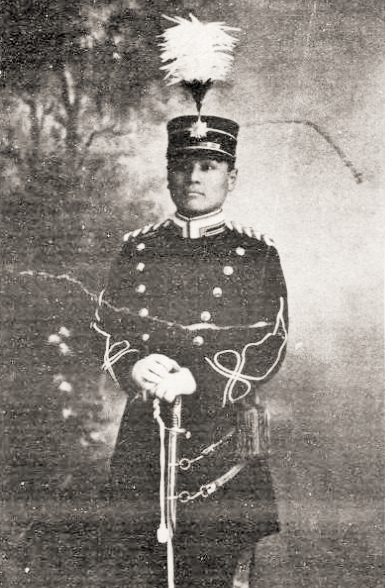
肥田春充（創部者、初代主将）

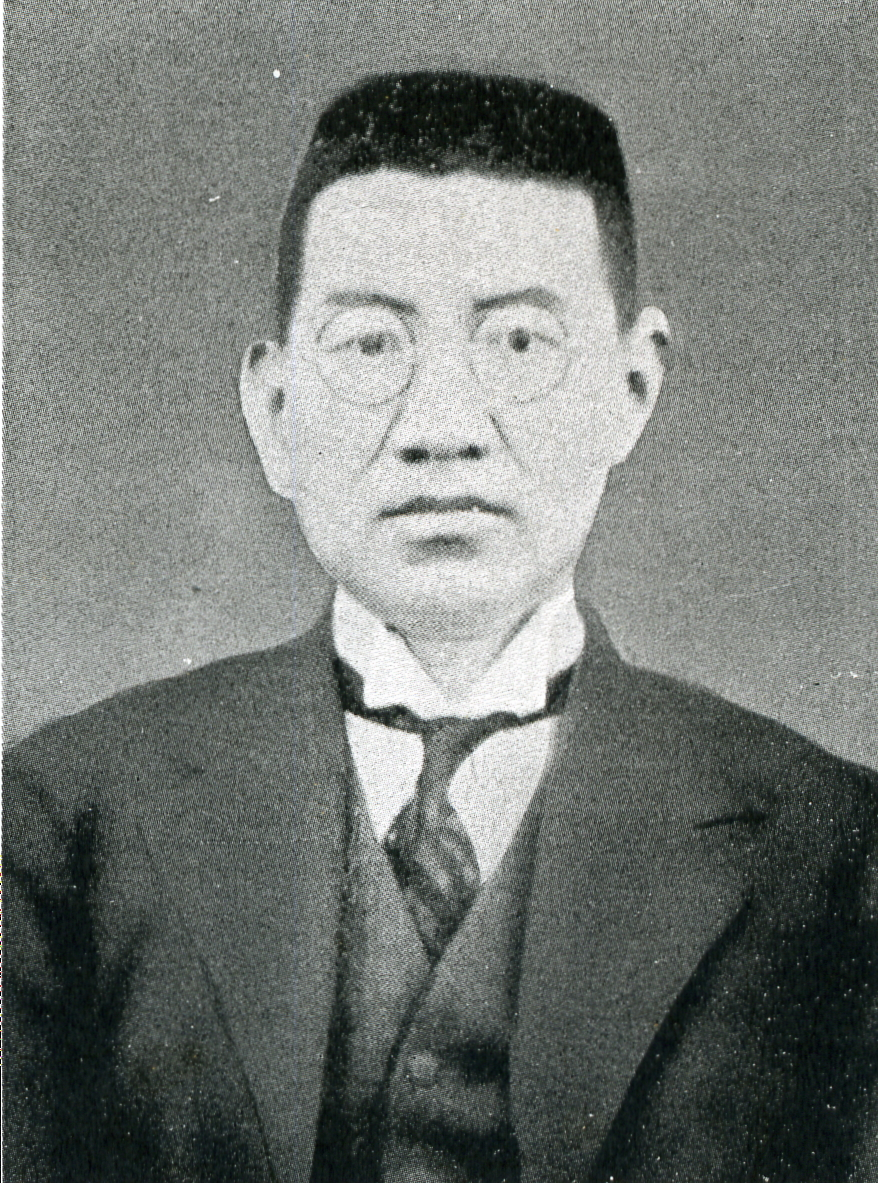
難波清人（衆議院議員）

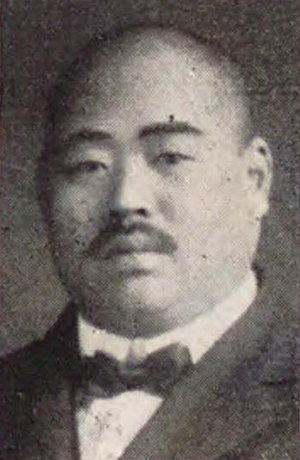
坂本一角（衆議院議員）

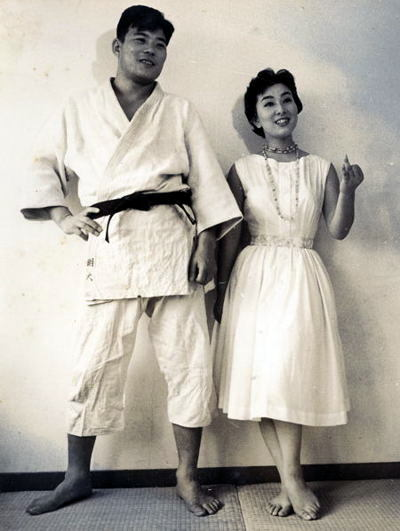
曽根康治と山本富士子（女優）

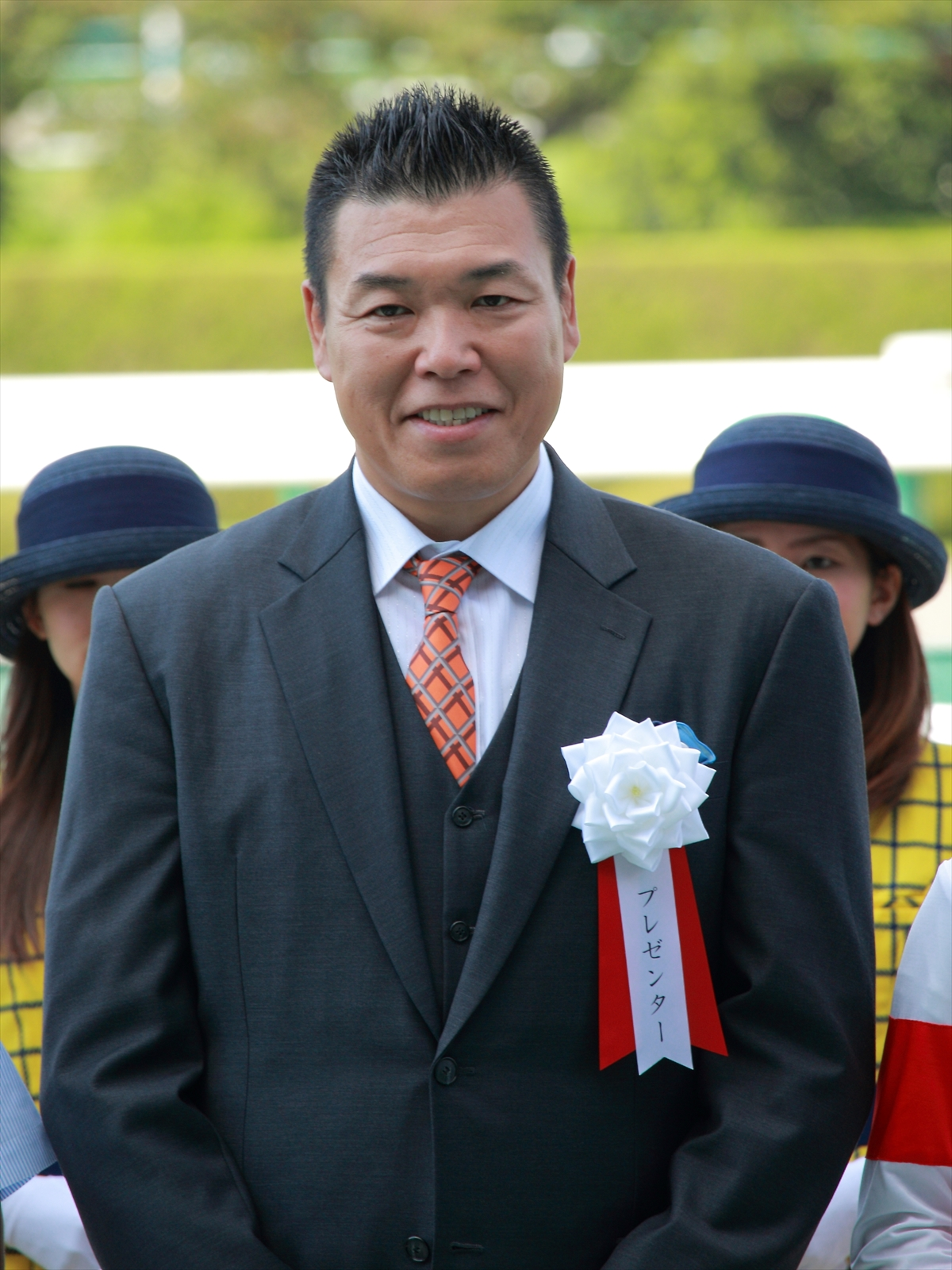
小川直也

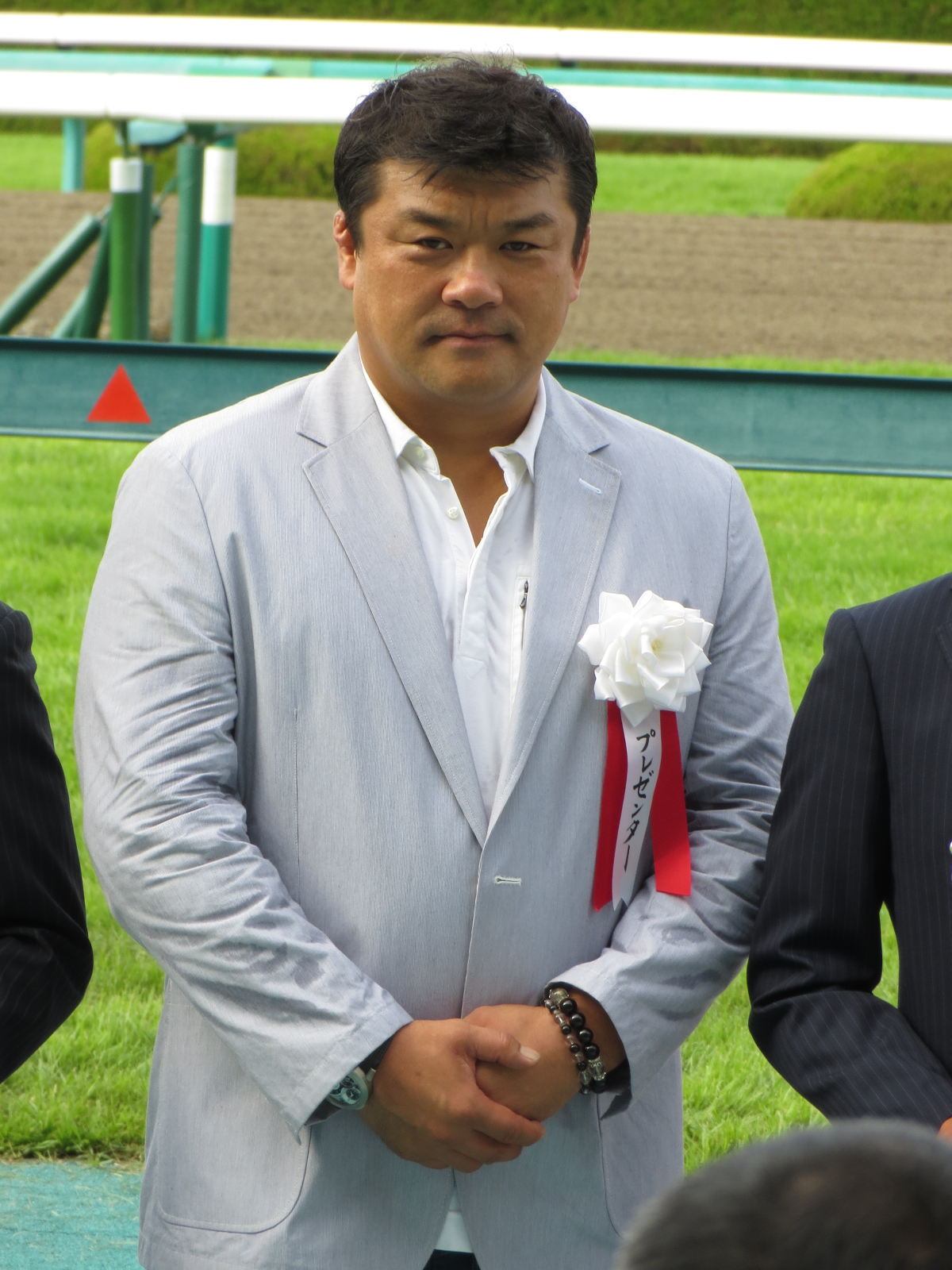
吉田秀彦

- 肥田春充 - 思想家、著述家、体育家、肥田式強健術創始者、明大柔道部創設・初代キャプテン
- 難波清人 - 衆議院議員（立憲政友会）
- 坂本一角 - 衆議院議員（立憲政友会）、拓殖大学教授
- 新免純武 - 全日本柔道連盟理事、1928年アムステルダムオリンピックレスリング代表、9段位
- 牧野政信 - 東京学生連合会監督、講道館8段
- 木元規矩男 - RKB毎日放送副社長、九州ラグビーフットボール協会会長
- 姿節雄 - 全日本柔道連盟常任理事・顧問、明治大学師範、講道館9段位
- 古賀愛人 – 明柔クラブ監督、テレビ西日本社長、日本民間放送連盟副会長・顧問
- 菊池弘泰 - 日本ボクシングコミッション初代事務局長、世界ボクシング協会実行委員長
- 浜野正平 - 大阪柔道連盟会長、日本柔道選士権大会優勝
- 曽根康治 - 1958年世界柔道選手権大会優勝、全日本柔道選手権大会優勝（1958年）、日本スポーツ賞大賞、明大監督
- ベン・ナイトホース・キャンベル - 1964年東京オリンピックアメリカ柔道代表主将、アメリカ上院・下院議員
- 神永昭夫 - 全日本代表総監督、明大監督、全日本柔道連盟初代専務理事、全日本選手権優勝（1960年,1961年,1964年）、1964年東京オリンピック銀メダル
- 中谷雄英 - 1964年東京オリンピック金メダル、全日本柔道連盟理事、文化功労者
- 坂口征二 - 全日本柔道選手権優勝（1965年）、新日本プロレス代表
- 篠巻政利 - 1972年ミュンヘンオリンピック代表、1969年世界柔道選手権大会優勝、1971年世界柔道選手権大会優勝
- 山本裕洋 - 全日本実業柔道連盟副理事長、西日本実業柔道連盟理事長、旭化成柔道部監督・部長
- 須磨周司 - 1969年世界柔道選手権大会優勝
- 川口孝夫 - 1972年ミュンヘンオリンピック優勝、1971年世界柔道選手権大会優勝
- 上村春樹 - 全日本柔道連盟会長、講道館館長、1976年モントリオールオリンピック金メダル、旭化成ホームプロダクツ副社長
- 関勝治 - 全日本実業柔道連盟監事、全日本学生柔道優勝大会4連覇、1976年モントリオールオリンピックコーチ
- 篠巻政利 - 世界柔道選手権連覇、全日本柔道選手権優勝、1972年ミュンヘンオリンピック代表・日本選手団旗手
- 河原月夫 - 1980年モスクワオリンピック日本代表（不参加）、全日本選抜柔道体重別選手権大会優勝、環太平洋柔道選手権大会優勝
- 加瀬次郎 - 1981年世界柔道選手権大会準優勝
- 原吉実 - 明大柔道部監督、グランドスラム・パリ優勝
- 藤原敬生 - 明大柔道部監督、太平洋選手権優勝、実業団体（新日鉄）6連覇、国体（東京代表）4回優勝
- 石田輝也 - アジア柔道選手権大会優勝、全日本実業柔道個人選手権大会優勝
- 小川直也 - 1992年バルセロナオリンピック銀メダル、世界柔道選手権大会金メダル4回、全日本柔道選手権優勝7回、総合格闘家
- 吉田秀彦 - 1992年バルセロナオリンピック金メダル、1999年世界柔道選手権大会金メダル、総合格闘家
- 秀島大介 - 1995年世界柔道選手権大会優勝
- 園田隆二 - 柔道全日本女子代表監督、1993年世界柔道選手権大会優勝
- 猿渡琢海 - 明大柔道部監督、アジア柔道選手権大会優勝
- 早川憲幸 - コロンビア柔道ナショナルチーム監督
- 井上智和 - アジア柔道選手権大会優勝
- 阿武教子 - 2004年アテネオリンピック優勝、世界柔道選手権大会優勝4回
- 棟田康幸 - 2003年世界柔道選手権大会優勝、2007年世界柔道選手権大会優勝
- 泉浩 - 2004年アテネオリンピック銀メダル、2005年世界柔道選手権大会優勝
- 上川大樹 - 2010年世界柔道選手権大会優勝、2011全日本選抜柔道体重別選手権大会1位
- 海老沼匡 - 2012年ロンドンオリンピック銅メダル、2016年リオデジャネイロオリンピック銅メダル、世界柔道選手権大会優勝3回、グランドスラム優勝
- 六郷雄平 - 東アジア柔道選手権大会優勝
- 上田轄麻 - グランプリ・ブダペスト2位、全日本学生柔道体重別選手権大会優勝
- 橋口祐葵 - 2013年世界ジュニア柔道選手権大会優勝、グランドスラム・東京20162位
- 小川雄勢 - グランドスラム・東京2017優勝
- 田中源大 - 世界ジュニア柔道選手権大会団体金・個人銀
- 増山香補 - グランドスラム・バクー2021優勝、2022全日本選抜柔道体重別選手権大会優勝
- 森健心 - 2023講道館杯全日本柔道体重別選手権大会優勝
- 徳持英隼 - 2024講道館杯全日本柔道体重別選手権大会優勝
- 関本賢太 -  グランドスラム・東京2024個人銀、2023講道館杯全日本柔道体重別選手権大会準優勝